# Pipes of Peace
Pipes of Peace é o quinto álbum de estúdio do cantor e compositor britânico ex-beatle Paul McCartney, lançado em 1983. O álbum foi produzido por George Martin e contou com a participação de vários músicos entre eles Michael Jackson, Ringo Starr (ex-beatle), Denny Laine (ex-Wings), Eric Stewart (ex-10cc) e Stanley Clarke.

## Músicas
Todas as músicas compostas por Paul McCartney, exceto onde indicado.
| N.º | Título                             | Compositor                     | Duração |  |
| 1.  | "Pipes of Peace"                   |                                | 3:56    |  |
| 2.  | "Say Say Say" (c/ Michael Jackson) | Michael Jackson/Paul McCartney | 3:55    |  |
| 3.  | "The Other Me"                     |                                | 3:58    |  |
| 4.  | "Keep Under Cover"                 |                                | 3:05    |  |
| 5.  | "So Bad"                           |                                | 3:20    |  |
| 6.  | "The Man" (c/ Michael Jackson)     | Paul McCartney/Michael Jackson | 3:55    |  |
| 7.  | "Sweetest Little Show"             |                                | 2:54    |  |
| 8.  | "Average Person"                   |                                | 4:33    |  |
| 9.  | "Hey Hey"                          | Paul McCartney/Stanley Clarke  | 2:54    |  |
| 10. | "Tug Of Peace"                     |                                | 2:54    |  |
| 11. | "Through Our Love"                 |                                | 3:28    |  |